# 三時知恩寺
三時知恩寺（さんじちおんじ）は、京都市上京区にある浄土宗の寺院（尼寺）。山号はなし。本尊は阿弥陀如来。尼門跡寺院である。

## 歴史
応永年間（1394年 - 1428年）北朝4代後光厳天皇の皇女見子内親王が北朝3代崇光天皇の御所で一条西洞院にあった入江殿を賜って寺に改めたのに始まる。その際、室町幕府第3代将軍足利義満の娘の覚窓性仙尼（性善尼とも）を開山とし、知恩寺が創建された。また、その由緒から入江御所とも呼ばれる。見子内親王は仏教への信仰が篤く、俊芿（しゅんじょう）が宋から将来した善導大師の自作と伝える像を宮中から賜って当寺の本尊としたという。
後柏原天皇の代に三時知恩寺と称されるようになったが、これは宮中における六時勤行（1日6回の勤行）のうち昼間の3回をこの寺で行うようになったことによるとされる。以来、皇女が相次ぎ入室して尼門跡寺院となった。
正親町天皇の代に現在地へ移転している。
天明8年（1788年）の天明の大火で堂宇が焼失したが、桃園天皇女御恭礼門院の旧殿などを賜って再建された。
華道光風未生流家元でもある。

## 境内
- 本堂 - 客殿でもある。大徳寺塔頭から移築。
- 宸殿 - もとは桃園天皇皇女恭礼門院の御所の書院。天明の大火後に移築された。
- 書院 - もとは光格天皇の女御・瓊林院宮の旧殿。三の間の襖絵「魞魚図（えりぎょず）」は円山応挙の筆。
- 庭園「蓬莱の庭」 - 枯山水庭園。
- 庫裏 - 大徳寺塔頭から移築。
- 国岡稲荷大明神
- 地蔵堂
- 八大龍王社
- 山門 - 大徳寺塔頭から移築。

## 文化財

### 重要文化財
- 絹本着色近衛予楽院（近衛家熙）像（附：自筆阿弥陀経）

### 京都市指定有形文化財
- 花鳥風屏風 - 狩野永納筆。

## 交通
- 同志社大学今出川キャンパスの東隣
- 京都市営地下鉄烏丸線今出川駅下車